# Праздники Абхазии
Здесь приводится список праздников и памятных дней в Абхазии согласно закону «О праздничных и памятных днях Республики Абхазия», принятому 5 января 1995 года и в последний раз дополненному 15 мая 2014 года.
  Жёлтым цветом в таблице отмечены праздничные нерабочие дни,   зелёным — праздничные рабочие дни,   белым — памятные рабочие дни.
| Дата                       | Название                                                                               | Комментарии |
| -------------------------- | -------------------------------------------------------------------------------------- | --- |
| 1-2 января                 | Новый год                                                                              | |
| 7 января                   | Рождество Христово (абх. Қьырса, Лымдныҳəа)                                            | Христианский праздник, в Абхазии ассоциирующийся с особыми местными традициями. |
| 14 января                  | Ажьырныхуа                                                                             | Один из главных традиционных абхазских праздников, совпадающий с празднованием Старого Нового года; отмечается в ночь с 13 на 14 января. Связан с божеством Шашвы, покровительствующим кузнечному ремеслу.         |
| 4 марта                    | День установления советской власти                                                     | Празднуется в честь взятия Сухума войсками РККА в рамках конфликта РСФСР с Закавказским комиссариатом, приведшего к установлению советской власти на территории Абхазии, 4 марта 1921 года.                        |
| 8 марта                    | Международный женский день                                                             | |
| 14 апреля                  | День работника Налоговых органов Республики Абхазия                                    | Празднуется в честь учреждения Государственной налоговой службы Республики Абхазия 14 апреля 1994 года. |
| —                          | Пасха (абх. Кәырбан-баирам, Кәырбаныҳәа)                                               | Христианский праздник, в Абхазии ассоциирующийся с особыми местными традициями. |
| 1 мая                      | Праздник труда                                                                         | |
| 9 мая                      | День Победы                                                                            | |
| 21 мая                     | День памяти жертв Кавказской войны и насильственного выселения горских народов Кавказа | День памяти о мухаджирстве (насильственном выселении) абхазов после завоевания Российской империей в результате Кавказской войны.                                                                                  |
| 23 мая                     | День Святого Апостола Симона Кананита                                                  | День памяти христианского святого. Является нерабочим днём с 2014 года. Симон Кананит особо почитается в Абхазии в связи с тем, что, как считается, стал одним из первых распространителей христианства в регионе. |
| 10 зульхиджа               | Курбан-байрам / Курбанныхуа (абх. Кәырбан-баирам, Кәырбаныҳәа)                         | Мусульманский праздник; в Абхазии является нерабочим днём с 1994 года. |
| третье воскресенье июня    | День медицинского работника                                                            | |
| 23 июля                    | День Флага Республики Абхазия                                                          | Празднуется в честь утверждения нынешнего флага Республики Абхазия 23 июля 1992 года. |
| второе воскресенье августа | День строителя                                                                         | |
| 14 августа                 | День памяти защитников Отечества                                                       | День памяти о войне в Абхазии, начавшейся 14 августа 1992 года. |
| 15 августа                 | День добровольца                                                                       | Празднуется в честь прибытия первой группы добровольцев с Северного Кавказа во время войны в Абхазии 15 августа 1992 года.                                                                                         |
| 26 августа                 | День международного признания независимости Республики Абхазия                         | Празднуется в честь признания независимости Абхазии Россией 26 августа 2008 года. |
| 28 августа                 | День Успения Пресвятой Богородицы / Нанхуа (абх. Нанҳәа)                               | Христианский праздник, в Абхазии ассоциирующийся с особыми местными традициями. Является нерабочим днём с 2014 года.                                                                                               |
| 30 сентября                | День независимости Республики Абхазия                                                  | Празднуется в честь полного вытеснения грузинских войск с территории Абхазии во время войны в Абхазии 30 сентября 1993 года.                                                                                       |
| 11 октября                 | День Вооружённых Сил Республики Абхазия                                                | Празднуется в честь учреждения Министерства обороны Абхазии и Генерального штаба 11 октября 1992 года. |
| 30 октября                 | День науки Республики Абхазия                                                          | Празднуется в честь учреждения Академии наук Абхазии 30 октября 1997 года. |
| 30 октября                 | День памяти жертв политических репрессий                                               | День памяти о жертвах сталинских репрессий в Абхазской АССР в 1930—1940-е годы. |
| 26 ноября                  | День Конституции Республики Абхазия                                                    | Празднуется в честь принятия Конституции Абхазии 26 ноября 1994 года. |
| 13 декабря                 | День Святого Апостола Андрея Первозванного                                             | День памяти христианского святого. Андрей Первозванный особо почитается в Абхазии в связи с тем, что, как считается, стал одним из первых распространителей христианства в регионе.                                |
| 14 декабря                 | День памяти детей, погибших в Отечественной войне в Абхазии                            | День памяти об авиакатастрофе около села Лата, произошедшей во время войны в Абхазии 14 декабря 1992 года. |